# Munna gallardoi
Munna gallardoi is een pissebed uit de familie Munnidae. De wetenschappelijke naam van de soort is voor het eerst geldig gepubliceerd in 1992 door Winkler.